# Hieracium sabaudum
Épervière de Savoie
Espèce
Synonymes
- Hieracium autumnale Griseb.[1]
- Hieracium bladonii Pugsley[1]
- Hieracium melanocalathium Borbás[1]
- Hieracium platyphyllum (Arv.-Touv.) Arv.-Touv.[1]
- Hieracium sabaudum subsp. autumnale (Griseb.) Zahn[1]
- Hieracium vagum Jord.[2]
- Hieracium valdefoliosum Sudre[1]

L'Épervière de Savoie (Hieracium sabautum) est une espèce de plante à fleurs du genre des Épervières et de la famille des Astéracées.

## Description
C'est une plante herbacée vivace.

## Taxonomie

### Liste des sous-espèces
Selon Catalogue of Life (2 novembre 2020) et The Plant List (2 novembre 2020) :
- Hieracium sabaudum subsp. cumuliflorum
- Hieracium sabaudum subsp. gigantodon
- Hieracium sabaudum subsp. pseudograndidentatum
- Hieracium sabaudum subsp. sabaudum
- Hieracium sabaudum subsp. barcinonense (Sennen) Greuter
- Hieracium sabaudum subsp. boreale (Fr.) Hayek
- Hieracium sabaudum subsp. concinnum (Jord.) Zahn
- Hieracium sabaudum subsp. curvidens (Jord.) Zahn
- Hieracium sabaudum subsp. dumosum (Jord.) Zahn
- Hieracium sabaudum subsp. eminens (Sudre) Zahn
- Hieracium sabaudum subsp. fruticetorum (Boreau) Zahn
- Hieracium sabaudum subsp. grandidentatum (Boreau) Zahn
- Hieracium sabaudum subsp. gutierrezii (Gutiérrez) Greuter
- Hieracium sabaudum subsp. macrodon (Sudre) Greuter
- Hieracium sabaudum subsp. nemorivagum (Boreau) Zahn
- Hieracium sabaudum subsp. obliquum (Jord.) Zahn
- Hieracium sabaudum subsp. occitanicum (Jord.) Zahn
- Hieracium sabaudum subsp. propinquum (Sudre) Greuter
- Hieracium sabaudum subsp. quercetorum (Boreau) Zahn
- Hieracium sabaudum subsp. rigens (Jord.) Zahn
- Hieracium sabaudum subsp. rigidicaule (Sudre) Zahn
- Hieracium sabaudum subsp. roffavieri (Sudre) Zahn
- Hieracium sabaudum subsp. sabaudiforme Zahn
- Hieracium sabaudum subsp. salicetorum (Sudre) Zahn
- Hieracium sabaudum subsp. salticola (Sudre) Zahn
- Hieracium sabaudum subsp. scabiosum (Sudre) Zahn
- Hieracium sabaudum subsp. sedunense Zahn
- Hieracium sabaudum subsp. seguieri Zahn
- Hieracium sabaudum subsp. sublactucaceum Zahn
- Hieracium sabaudum subsp. vagum Zahn
- Hieracium sabaudum subsp. virescens (Sond.) Zahn
- Hieracium sabaudum subsp. virgultorum (Jord.) Zahn

## Répartition
Europe.

## Écologie
C'est une plante hôte pour la larve d'Aulacidea hieracii, un insecte hyménoptère formant des galles.

## Utilisation
C'est l'une des espèces utilisées dans l'Horloge florale de Linné  (ouverture des fleurs à 7h, fermeture vers 13-14h).